# Williams, Oregon
Williams là một cộng đồng chưa hợp nhất trong Quận Josephine thuộc tiểu bang Oregon, Hoa Kỳ.
Có ba bưu điện khác nhau trong khu vực được đặt tên gần giống nhau: Williams, Williamsburg và Williams Creek (trong Quận Jackson). Lạch Williams, chảy vào trong sông Applegate, được đặt tên của đại úy Robert Williams, người đã tham chiến chống người bản xứ Mỹ sông Rogue dọc theo con lạch trong Chiến tranh Sông Rogue. Bưu điện Williams được thiết lập vào năm 1881, khoảng 6 dặm trên Lạch Williams từ Provolt, 2 dặm từ ranh giới hai quận Jackson-Josephine. Cộng đồng này được Học khu Three Rivers phục vụ.